# Symphylellopsis geum
Symphylellopsis geum är en mångfotingart som beskrevs av Michelbacher. Symphylellopsis geum ingår i släktet Symphylellopsis och familjen slankdvärgfotingar. Inga underarter finns listade i Catalogue of Life.